# Gorica, Moravče
Gorica este o localitate din comuna Moravče, Slovenia, cu o populație de 126 de locuitori.